# Södra Ötjärnen
Södra Ötjärnen är en sjö i Kristinehamns kommun i Värmland och ingår i Göta älvs huvudavrinningsområde.